# گنوم شل
گنوم شل (به انگلیسی: GNOME Shell) از اجزای محیط میزکار گنوم از نسخه ۳ به بعد است. گنوم شل برای نخستین بار در آوریل ۲۰۱۱ همراه با گنوم ۳.۰ منتشر شد. در گنوم شل کنترل و مدیریت میزکار نسبت به نسخه‌های پیشین گنوم تغییر پیدا کرده و کاربر دید متفاوتی نسبت به محیط کار خواهد داشت.

## نگارخانه

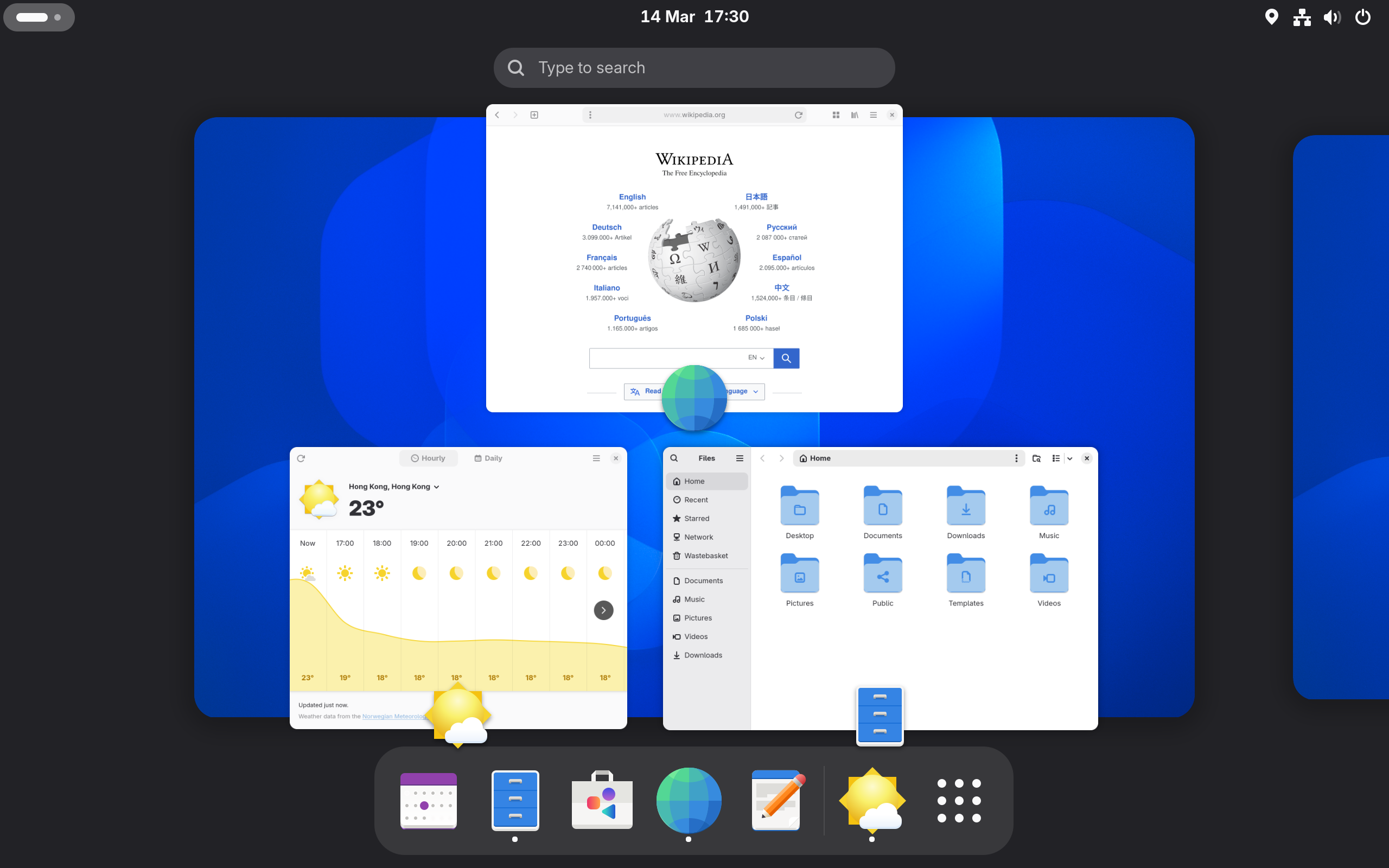
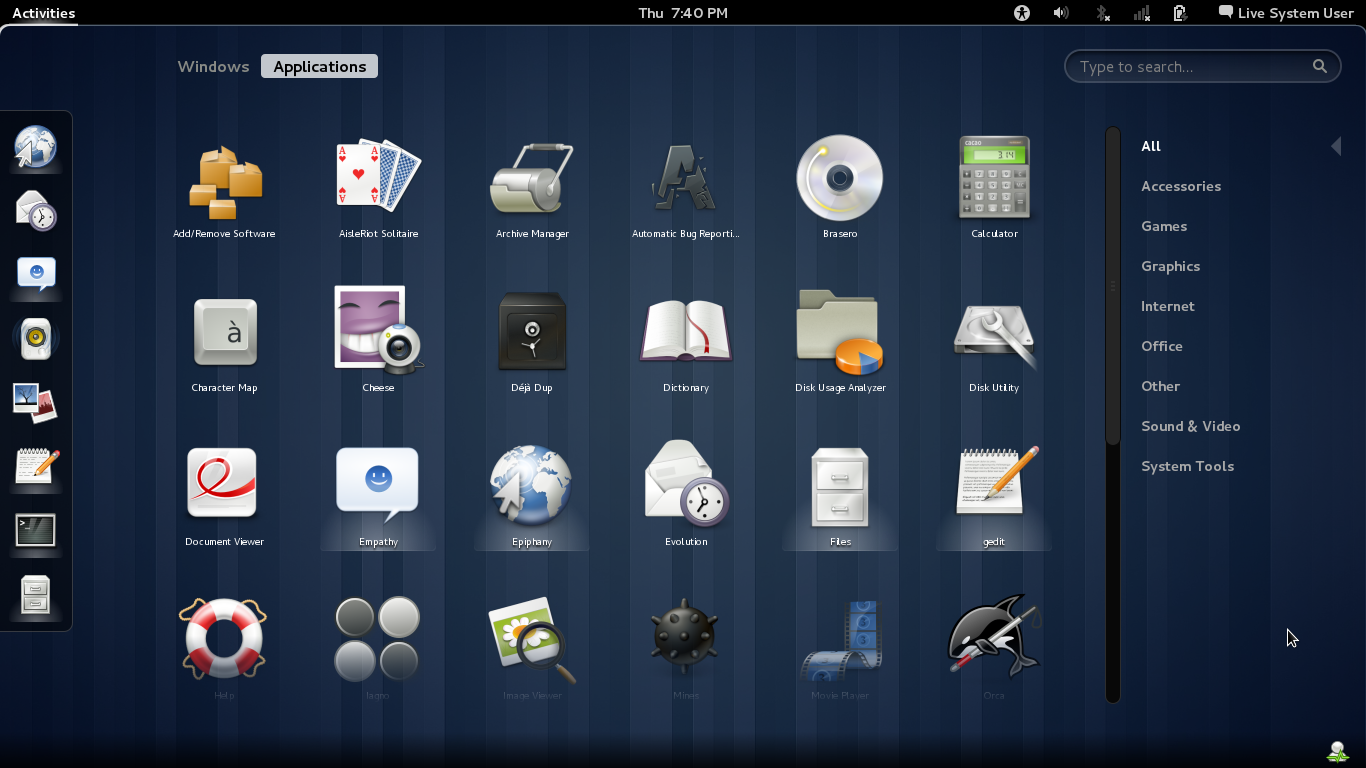